# Diocèse de Lucera-Troia
Le diocèse de Lucera-Troia (en latin : Diœcesis Lucerina-Troiana ; en italien : Diocesi di Lucera-Troia) est un diocèse de l'Église catholique en Italie, suffragant de l'archidiocèse de Foggia-Bovino et appartenant à la région ecclésiastique des Pouilles.

## Territoire
Le diocèse est situé dans une partie de la province de Foggia, les autres parties de cette province étant partagées par les diocèses de Cerignola-Ascoli Satriano, de Manfredonia-Vieste-San Giovanni Rotondo, de San Severo et de l'archidiocèse de Foggia-Bovino ainsi que par une petite partie du diocèse d'Ariano Irpino-Lacedonia. Son territoire couvre une superficie de 1 336 km2 divisé en 33 paroisses.
Le siège épiscopal est dans la ville de Lucera, où se trouve la cathédrale de l'Assomption. La cathédrale de Troia qui a le rang de cocathédrale, également dédiée à l'Assomption de la Vierge Marie, garde le souvenir de l'ancien diocèse de Troia.

## Histoire

### Diocèse de Lucera
La tradition attribue à Lucera quatre évêques à l’historicité douteuse : Bassus (it), Pard (it), Jean et Marc d'Æcæ (it), qui auraient gouverné le diocèse de Lucera entre le Ier siècle et le IVe siècle. Selon une tradition répandue dans plusieurs diocèses des Pouilles, l'apôtre saint Pierre fonde plusieurs diocèses dans la région, dont celui de Lucera. Bassus, consacré par l'apôtre, subit le martyre à l'époque de l'empereur Trajan. Pard est un évêque grec du Péloponnèse qui quitte son pays d'origine pour se réfugier à Rome puis à Lucera, où il décède ; plus tard, son corps est transféré à Larino, où il est vénéré comme saint patron. Dans les documents hagiographiques qui nous transmettent sa vie, rien n'indique qu'il est l'évêque de Lucera. En ce qui concerne la figure de Marc, il est consacré prêtre par l'évêque de Lucera, Giovanni, le seul parmi les quatre premiers évêques de Lucera plus ou moins historiquement documenté. 
La première mention historiquement certaine de l'existence d'un épiscopat à  Lucera remonte au Ve siècle. En effet, un évêque anonyme est mentionné dans deux lettres du pape Gélase Ier, écrites entre la fin de l'année 493 et le mois d'août 495. Le prénom d'un évêque historiquement attesté, Anastase, remonte au milieu du VIe siècle qui est mentionné dans une lettre du pape Pélage Ier en 559.
À la suite de l'invasion lombarde, de nombreux diocèses des Pouilles disparaissent. Il ressort des lettres de Grégoire le Grand qu'à la fin du VIe siècle, le seul diocèse de la région de Capitanata qui subsiste encore est celui de Siponto. Lucera subit également les répercussions démographiques et économiques de la conquête lombarde, à tel point qu'il n'est pas possible de suivre la présence ordinaire d'un prélat avant que l'évêque Marc prenne part au synode organisé à Rome par le pape Zacharie en 744. On attribue à cet évêque l'initiative du retour de la vénération de l’image de la Vierge Marie dans le diocèse, culte confirmé en 1300 par Charles II d'Anjou.
Au temps de l'évêque Landenolf (fin du Xe siècle), Lucera dépend encore politiquement des Byzantins, qui lui donnent le titre d'archidiocèse à la suite de leur politique de réorganisation démographique, économique et religieuse de la Daunie. Cependant, l'expérience s'avère être éphémère, à tel point que le titre disparaît avec la mort de Landenolf. Après quelques décennies d’incertitude, le diocèse passe dans la province ecclésiastique de l’archidiocèse de Bénévent, dans la seconde moitié du XIe siècle, auquel il reste uni jusqu’en 1979. Le premier témoignage de cette adhésion est la présence de l'évêque Azzo à un synode tenu par le métropolite Milon en 1075.
Le 18 janvier 1302, à l'époque de l'évêque Aimard, Charles II d'Anjou réforme le chapitre de chanoines de la cathédrale, portant à vingt le nombre de chanoines. Le même roi fait don au diocèse, pendant l'épiscopat d'Étienne (1302 - 1304) des terres d'Apricena et de Guardiola, élargissant ainsi le territoire des dépendances épiscopales. Cela se passe quelques années après la dispersion de la colonie sarrasine de la ville (août 1300), passage crucial pour l'histoire du diocèse, dont la capitale prend le nom de Civitas Sanctae Mariae par la volonté du roi Charles II. 
Au XVe siècle, le diocèse de Lucera est agrandi à plusieurs reprises, y compris à la suite de la suppression de certains diocèses : le diocèse de Fiorentino (it) (vers 1410) et le diocèse de Tortiboli (1425); de 1439 à 1471, le diocèse de Civitate s'unit aeque principaliter à Lucera. Au cours de ce siècle, l'évêque Pietro Ranzano se distingue comme humaniste, et apporte une précieuse contribution à l'Église et à la culture de l'époque. Au XVIe siècle, les évêques Carafa di Lucera et Luigi di Sant'Agata de 'Goti, après avoir déjà procédé à une permutation des diocèses, conviennent qu'à la mort de l'un des deux, leurs sièges soient réunis aeque principaliter mais cela ne se produit pas.
À la suite du concordat de 1818 entre le Saint-Siège et le royaume des Deux-Siciles, les diocèses de Vulturara (it) et de Montecorvino (it) sont supprimés par la bulle De utiliori du pape Pie VII du 27 juin 1818 et leur territoire est uni à celui de Lucera. En 1914, le territoire de Roseto Valfortore passe du diocèse d’Ariano à celui de Lucera ; deux ans plus tard, Lucera acquiert également la paroisse de Casalnuovo Monterotaro à l'archidiocèse de Bénévent. 
En 1970, l'union in persona episcopi est établie entre les diocèses de Lucera et de San Severo et le 21 janvier 1983, à la suite du décret Ad uberius de la congrégation pour les évêques, la juridiction sur la municipalité de San Bartolomeo in Galdo est attribuée à l'archidiocèse de Bénévent.

### Diocèse de Troia

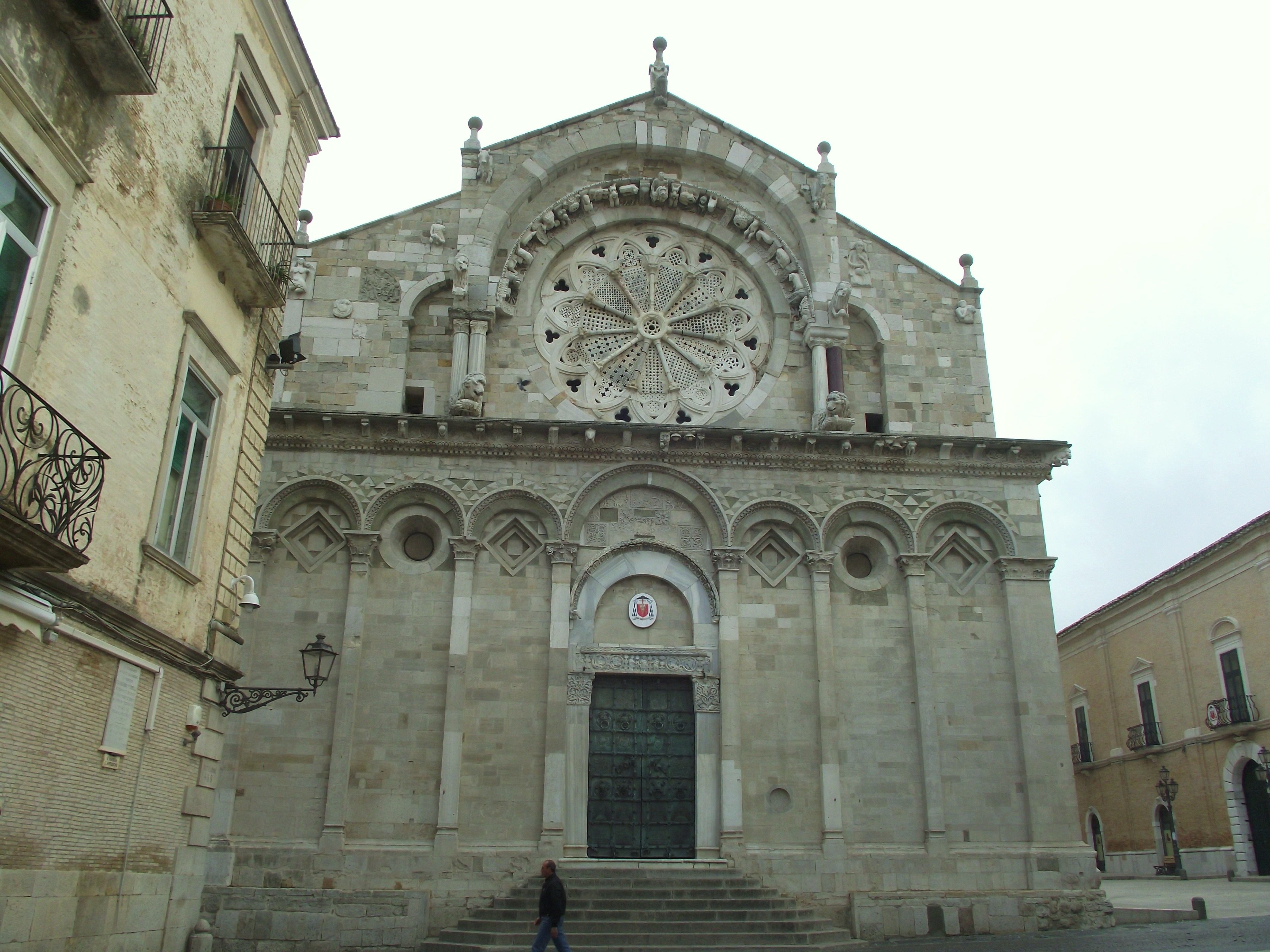
La cathédrale de Troia, co-cothédrale du diocèse.

La ville de Troia est fondée en 1019 et hérite du siège épiscopal de l’ancien diocèse d'Eca (it), érigé au IIIe siècle et supprimé en 663. En 1022, il abandonne le rite byzantin pour adopter le rite romain et, en même temps, le pape Benoît VIII l'élève au rang de diocèse. En 1030, le pape Jean XIX le déclare diocèse immédiatement soumis au Saint-Siège.
Au XIIe siècle, la ville et ses évêques assument un rôle prestigieux dans la région de Capitanata. Quatre de ces évêques seront dans les conciles célébrés à Troia, présidés personnellement par différents papes (1093, 1115, 1120 et 1127). Mgr Gualtieri di Pagliara occupe le poste important de chancelier du royaume de Sicile et siège au conseil de régence à l'époque mineure de Frédéric II. La construction de la cathédrale romane, commencée en 1093 et achevée en 1119, témoigne de l’importance accrue de la ville. Le séminaire diocésain est créé au début du XVIIIe siècle, grâce à l'évêque Emilio Cavalieri, qui promeut les missions diocésaines.
En 1855, il cède une partie de son territoire, y compris la ville de Foggia, au profit de l'érection du diocèse de Foggia (aujourd'hui archidiocèse de Foggia-Bovino). Le 29 septembre 1933, le diocèse de Troia est intégré à la région ecclésiastique de Bénévent par le décret Iam pridem de la congrégation des évêques. En 1974, l'union in persona episcopi est créée entre les diocèses de Troia, Foggia et Bovino par les évêques Giuseppe Lenotti et Salvatore De Giorgi.

### Diocèse de Lucera-Troia
Le 30 avril 1979, les sièges épiscopaux de Lucera et de Troia entrent dans la nouvelle province ecclésiastique de l'archidiocèse de Foggia. Le 30 septembre 1986, par le décret Instantibus votis de la congrégation pour les évêques, les deux diocèses sont unis et la nouvelle circonscription ecclésiastique prend son nom actuel. Au même moment s'achève l'union in persona episcopi de Lucera avec San Severo et de Troia avec Foggia et Bovino. Le même jour, les deux évêques de Lucera et de Troia, Carmelo Cassati et Salvatore De Giorgi, démissionnent. Le 13 février suivant, Raffaele Castielli, le premier évêque des diocèses unis, est nommé. À la naissance du nouveau district ecclésiastique, les territoires d'Apricena et de San Nicandro Garganico sont transférés dans le diocèse de San Severo.

## Sources
- (it) Cet article est partiellement ou en totalité issu de l’article de Wikipédia en italien intitulé « Diocesi di Lucera-Troia » (voir la liste des auteurs).
- Catholic Hierarchy

### Article lié
- Liste des diocèses et archidiocèses d'Italie